# Kustodial-Bibliothek im Konvent San Salvator in Jerusalem
Die Kustodial-Bibliothek im Konvent San Salvator in Jerusalem ist die älteste Bibliothek im Heiligen Land und besteht seit über 800 Jahren.

## Geschichte
Die Kustodial-Bibliothek im Konvent San Salvator in Jerusalem befand sich ursprünglich im Konvent vom Abendmahlssaal, wo die Franziskaner seit 1335 ihren ersten Sitz in Jerusalem hatten. 1551 mussten die Franziskaner den Berg Zion verlassen und das Kloster San Salvator, der Hauptsitz und auch die Bibliothek wurde hierher verlegt und befindet sich seither ununterbrochen in diesem Konvent. Innerhalb des Klosters hat die Bibliothek mehrfach den Ort gewechselt, seit 2012 befindet sie sich in den heutigen modernen Räumlichkeiten im Kloster.

## Umfang
Die Bibliothek umfasst rund 50.000 Werke aus einem Zeitraum von rund 800 Jahren von der Zeit der Kreuzzüge bis heute. Zu den ältesten Handschriften in der Bibliothek zählen vier Manuskripte, die der Herzog von Gloucester den Franziskanern vermachte. Dies mit dem Auftrag, für sein Seelenheil zu beten. Die Manuskripte enthalten zahlreiche golden gemalte Miniaturen mit Darstellung verschiedener Heiligen. Insgesamt befinden sich etwa 650 historisch wertvolle Handschriften in der Bibliothek. Das älteste Fragment der Bibliothek stammt aus dem 11. oder 12. Jahrhundert: ein Blatt aus einer griechischen Handschrift. Aus dem 15. Jahrhundert sind rund 100 Bücher und aus dem 16. Jahrhundert ungefähr 600 vorhanden. Rund 1200 Bücher finden sich aus der Zeit des 17. Jahrhunderts und aus dem 18. Jahrhundert etwa 3000. Die Sammlung Itinera Terra Sanctae (Reisebeschreibungen zu den Heiligen Stätten des Landes) umfasst etwa 1500 Bücher aus der Zeit des 15. bis zum 18. Jahrhundert.

## Digitalisierung
Die Digitalisierung der Bestände der Kustodial-Bibliothek im Konvent San Salvator in Jerusalem soll den Zugang erleichtern und nach dem Leiter der Bibliothek, Lionel Ghoh (auch: Goh), eine Brücke zwischen Kulturen, Völker, Raum und Zeit sein.
Im Rahmen des 2011 gestarteten Projekts: Bücher – Brücken des Friedens, welches von Edoardo Barbieri gestartet wurde und unter anderem von ATS (Associazione Pro Terra Sancta) und vom Centro di Ricerca Europea Libro Editoria Biblioteca (CRELEB) der katholischen Universität vom Heiligen Herzen in Mailand unterstützt wird, wurde eine große Anzahl junger und qualifizierter Freiwilliger für die Bibliothek temporär gewonnen, um diese neu zu organisieren, zu digitalisieren, einen elektronischen Katalog (OPAC) zu erstellen und eine Webseite. Das Projekt hat auch einen Dialog zwischen Vertretern hebräischer, arabischer, armenischer Bibliotheken in Jerusalem gefördert. Dadurch sollen, zusammen mit der Bibliothek Studium Biblicum Franciscanum, insgesamt mehr als 100.000 Bände in verschiedenen Sprachen erfasst werden.

## Leitung
Die Leitung obliegt (Stand 2/2022) dem Franziskaner, Bruder Lionel Ghoh (* 1963 in Singapur), der die Bibliothek hauptamtlich seit 2014 betreut. Dabei umfasst seine Aufgabe auch den Erhalt, die Ausbesserung und Konservierung der Bücher. Er leitet auch die weitere Bibliothek der Kustodie, die Bibliothek des Studium Biblicum Franciscanum in Jerusalem (hier befinden sich die Bücher des Fachgebietes Biblische Theologie). Zudem unterrichtet er Seminaristen.